# Palais d'Espagne (Rome)

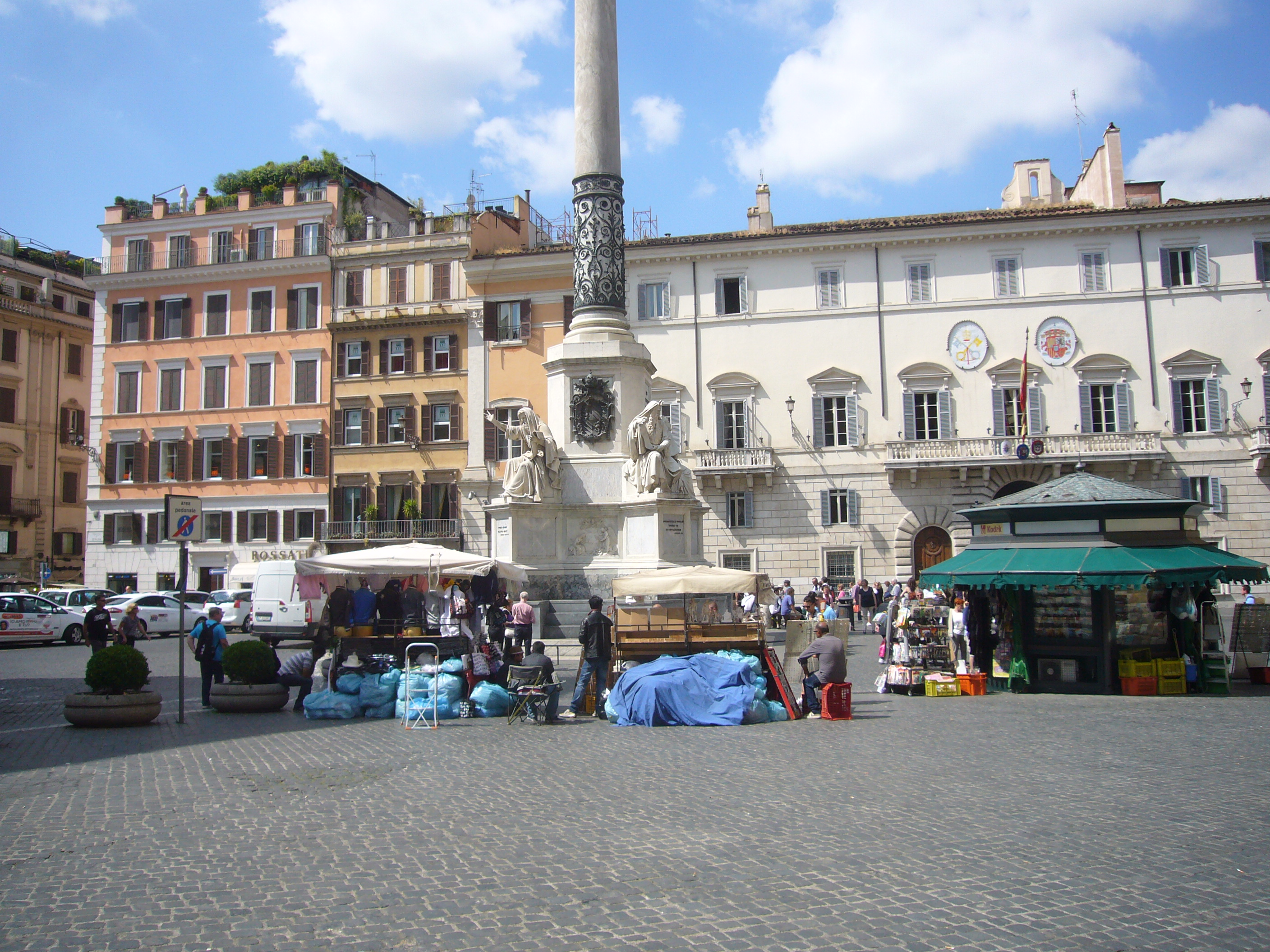
Le palais d'Espagne, sur la place d'Espagne, siège de l'ambassade espagnole près le Saint-Siège.

Le palais d'Espagne de Rome ou palais Monaldeschi est un palais baroque qui abrite le siège de l'ambassade d'Espagne près le Saint-Siège depuis 1647. L'ambassade d'Espagne en Italie se trouve au premier étage du palais Borghèse.

## Origines de l'ambassade
L'ambassade d'Espagne près le Saint-Siège est la mission diplomatique permanente la plus ancienne du monde. Elle a été créée en 1480 par le roi Ferdinand le Catholique en nommant son premier ambassadeur Gonzalo de Beteta, chevalier de Santiago. Parmi les résultats politiques de cette activité, on peut citer le soutien papal à la Reconquête de Grenade, la répartition du Nouveau Monde entre l'Espagne et le Portugal à travers la “Bula Inter Caetera” en 1493 (voir le traité de Tordesillas), la Sainte-Ligue pour lutter contre les Turcs, qui culmine par la victoire de Lépante en 1571.

## Le palais Monaldeschi, siège de l'ambassade d'Espagne

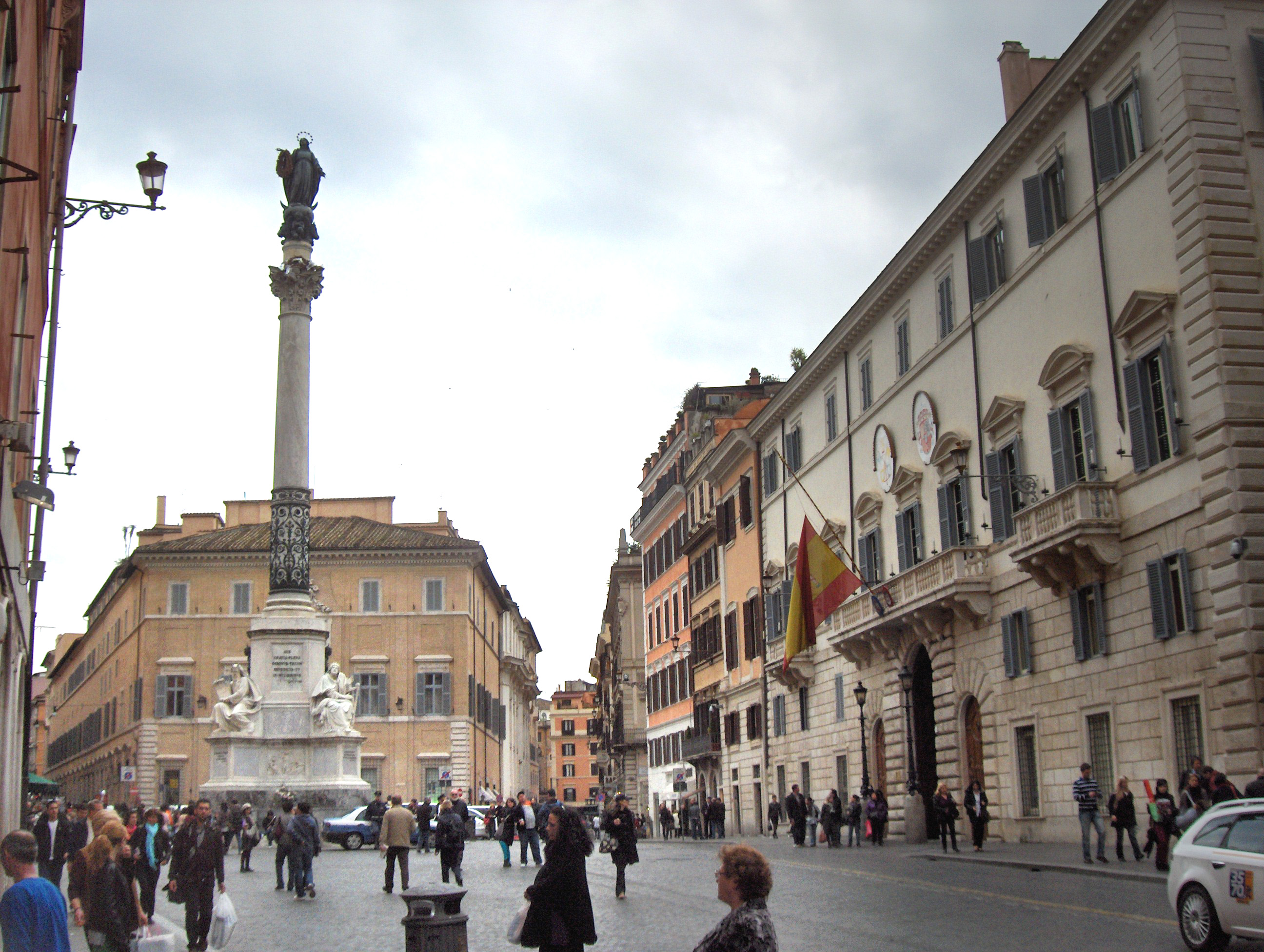
La place d'Espagne

Les ambassadeurs espagnols avaient loué le palais Monaldeschi pendant plus d'une décennie. En 1647, le nouvel ambassadeur, Íñigo Vélez de Guevara, comte d'Oñate, a fait une offre pour acheter le palais, propriété des Monaldeschi, une vieille famille noble romaine. La vente a été acceptée par l'État pontifical, qui devait donner son accord pour approuver la vente de palais importants. Peu de temps après, l'Espagne a acheté quatre maisons adjacentes pour élargir le bâtiment, et en 1654 le roi Philippe IV a envoyé 19 000 ducats pour son entretien et sa restauration.
Le palais est situé sur la Piazza di Spagna, en plein centre historique de Rome, place qui tient son nom du palais.
Borromini a dessiné l'agrandissement du bâtiment et tracé l'escalier principal de l'ambassade et le vestibule. L'architecte Antonio Del Grande (1625 – 1671) a poursuivi son œuvre. Entre 1827 et 1834 ont été introduits des décors de style néoclassique et pompéien. Un petit théâtre de bois a disparu du salon de danse, là où Vittorio Alfieri a créé son Antigone le 20 novembre 1782.
Pendant les XVIIe siècle et XVIIIe siècle, le palais a été le centre d'un monde fastueux de fêtes qui animaient aussi la place d'Espagne.
L'ambassade abrite une collection de tapisseries des Gobelins du XVIIe siècle ayant appartenu à la maison d'Orléans et provenant du palais Galliera de Bologne, avec des motifs romains et bibliques. Les murs de la salle à manger de gala s'ornent de trois tapisseries de laine et de soie du XVIIIe siècle, originaires du Palais Royal de Madrid, représentant des scènes de la vie de Télémaque, d'après des cartons dessinés par Rubens.
Les salons hébergent des tableaux du musée du Prado d'artistes tels que Madrazo, Vicente López, Nattier, ou Anton Raphael Mengs. Parmi les sculptures se trouvent deux bustes du Bernin de 1619, L'Âme béate et L'Âme condamnée.
Le 8 septembre 1857, le pape Pie IX a inauguré la colonne de l'Immaculée Conception sur la place d'Espagne, en souvenir de la définition du dogme de l'Immaculée que l'Espagne a défendu pendant des siècles.